# Sandra Valero
Sandra Valero Azizi  (Benetúser, Valencia, 20 de agosto de 2011) es una cantante, modelo y actriz española. Representó a España en el Festival de la Canción de Eurovisión Junior de 2023 en Niza.

## Biografía
Sandra Valero Azizi nació el 20 de agosto de 2011 en Benetúser, Valencia. Empezó a cantar con 4 años gracias a su familia, que está muy ligada a la música. Su padre, Antoni Valero, es bajista en el Grupo Nexus.    Con 5 años hacía sus primeros pinitos en el coro de su abuela.

## Trayectoria
En 2020, concursó en la primera temporada del programa Idol Kids, clasificándose en la semifinal al recibir el ticket dorado.  
En enero de 2021, publicó su primer sencillo "Y Digo Eh" y en diciembre de 2022, su segundo sencillo "Invierno en mi ciudad".
En 2022, concursó en la séptima temporada de La Voz Kids, formando parte del equipo de Aitana, pero fue eliminada en los asaltos. 
El 7 de julio de 2023, se anunció que Valero representaría a España en el Festival de la Canción de Eurovisión Junior 2023 que se celebraría ese mismo año en Niza. La canción con la que representaría a su país, "Loviu", fue lanzada el 3 de octubre de 2023. El 26 de noviembre de ese mismo año, se llevó a cabo la 21° edición. España quedó subcampeona con un total de 201 puntos, 115 del jurado profesional y 86 del televoto.
Como actriz, durante 2022 y 2023,  interpretó a Mowgli en un musical de El libro de la selva para una compañía local y también participó en El Guardaespaldas.
En enero de 2025 publica su primer disco «Como Maléfica» compuesto por 10 canciones originales que fusionan pop y rock, con letras que abordan temas como el bullying, la superación y la diversión juvenil.       
El próximo 6 de septiembre de 2025 formará parte del elenco de artistas, junto a David Bisbal, Pablo López, Vanesa Martín, Malú, Marta Sánchez, Sole Giménez, Chambao, Miguel Poveda, Andrés Suárez, Víctor Manuel, Revolver, Pitingo, Eva Ferri, Juanjo Bona, Funambulista, La Casa Azul, La Habitación Roja, Varry Brava y Luis Cortés en el homenaje a Nino Bravo que  significará también la inauguración oficial del nuevo Roig Arena de Valencia.        

## Discografía
- Y Digo Eh (2021)
- Invierno en Mi Ciudad (2022)
- Loviu (2023)
- Como Maléfica (2023)
- Nana de Sol y Luna (2024)
- Mi Pequeña Tierra Prometida (2024)
- Fiesta en mi casa (2025)